# Mike Christie
Michael Hunt „Mike“ Christie (* 20. Dezember 1949 in Big Spring, Texas; † 11. Juli 2019 in Centennial, Colorado) war ein US-amerikanischer Eishockeyspieler, der im Verlauf seiner aktiven Karriere zwischen 1968 und 1981 unter anderem 414 Spiele für die California Golden Seals, Cleveland Barons, Colorado Rockies und Vancouver Canucks in der National Hockey League (NHL) auf der Position des Verteidigers bestritten hat. Seinen größten Karriereerfolg feierte Christie jedoch vor seiner Zeit in der NHL, als er im Jahr 1974 in Diensten der Dallas Black Hawks den Adams Cup der Central Hockey League (CHL) gewann. Christie war der erste gebürtige Texaner, dem der Sprung in die NHL gelang.

## Karriere
Christie wurde als Sohn eines Kanadiers, der für ein Mineralölunternehmen im US-amerikanischen Bundesstaat Texas arbeitete, geboren, wuchs jedoch in der kanadischen Metropole Calgary in der Provinz Alberta auf. Später studierte er an der University of Denver. Parallel zu seinem Studium lief der Verteidiger zwischen 1968 und 1972 für die Eishockeymannschaft der Universität, die Pioneers, im US-amerikanischen Collegesportsystem der National Collegiate Athletic Association (NCAA). Während er für das Team in der Division der Western Collegiate Hockey Association (WCHA) spielte, konnte es sich dreimal als eine der besten Mannschaften für das Finalturnier der NCAA qualifizieren. In seiner letzten Collegesaison fungierte Christie als Mannschaftskapitän der Denver Pioneers.
Ungedraftet wechselte der US-Amerikaner zur Saison 1972/73 in den Profibereich, nachdem er von den Chicago Black Hawks aus der National Hockey League (NHL) als Free Agent unter Vertrag genommen worden war. Chicagos Management setzte Christie in den folgenden beiden Jahren aber ausschließlich in ihrem Farmteam, den Dallas Black Hawks, in der Central Hockey League (CHL) ein. Mit den Black Hawks sicherte er sich im folgenden Spieljahr den Adams Cup, die Meisterschaftstrophäe der CHL. Jedoch bescherte dem Abwehrspieler nicht den gewünschten Sprung in den Kader der Chicago Black Hawks. Stattdessen wurde er Teil eines Transfergeschäfts, bei dem er gemeinsam mit Len Frig zu den California Golden Seals geschickt wurde. Im Gegenzug wechselte Ivan Boldirev nach Chicago.
Bei den Golden Seals gelang Christie zur Saison 1974/75 der erhoffte Sprung in die NHL. Zugleich war er damit der erste gebürtige Texaner, der Einsatzminuten in der Liga sammelte. Für das originär kalifornische Franchise spielte der Verteidiger insgesamt dreieinhalb Jahre, davon zwei unter dem Namen California Golden Seals sowie die folgenden eineinhalb unter dem Cleveland Barons, nachdem das Franchise im August 1976 nach Cleveland im Bundesstaat Ohio umgesiedelt worden war. Im Januar 1978 wurde Christie, obwohl er im Vorjahr mit 33 Scorerpunkten eine Karrierebestmarke aufgestellt hatte, im Tausch für Dennis O’Brien zu den Colorado Rockies transferiert. Dort teilte er sich ab dem Spieljahr 1979/80 die Kapitänsrolle mit René Robert und Lanny McDonald. Zu Beginn der Saison 1980/81 wurde der 31-Jährige ins Farmteam Tulsa Oilers in die CHL abgeschoben und im Dezember 1980 schließlich an die Vancouver Canucks verkauft. Für Vancouver lief er im restlichen Saisonverlauf in neun Spielen auf, spielte aber sonst für deren Kooperationspartner Dallas Black Hawks in der CHL. Anschließend beendete er seine aktive Karriere.
Christie ließ sich in der Folge in der Metropolregion Denver-Aurora im Bundesstaat Colorado nieder, wo er im Juli 2019 im Alter von 69 Jahren an den Folgen einer Nierenerkrankung verstarb.

### International
Für sein Heimatland stand Christie bei der B-Weltmeisterschaft 1972 in der rumänischen Hauptstadt Bukarest und dem Canada Cup 1976 auf dem Eis. Bei der B-Weltmeisterschaft 1972 verpasste er mit den US-Amerikanern den Wiederaufstieg in die A-Gruppe als Tabellenzweiter hinter Polen nur knapp. Den Canada Cup schlossen die Vereinigten Staaten auf dem fünften Rang ab, wobei Christie dort vier Partien absolvierte.

## Erfolge und Auszeichnungen
- 1971 WCHA First All-Star Team
- 1971 NCAA West First All-American Team
- 1974 Adams-Cup-Gewinn mit den Dallas Black Hawks

## Karrierestatistik

### International
Vertrat die USA bei:
- B-Weltmeisterschaft 1972
- Canada Cup 1976

(Legende zur Spielerstatistik: Sp oder GP = absolvierte Spiele; T oder G = erzielte Tore; V oder A = erzielte Assists; Pkt oder Pts = erzielte Scorerpunkte; SM oder PIM = erhaltene Strafminuten; +/− = Plus/Minus-Bilanz; PP = erzielte Überzahltore; SH = erzielte Unterzahltore; GW = erzielte Siegtore; 1 Play-downs/Relegation; Kursiv: Statistik nicht vollständig)